# Kristína Svarinská
Kristína Svarinská (* 14. květen 1989, Bratislava) je slovenská filmová a televizní herečka. Působí také v dabingu.

## Filmografie
- 2002 – Dážď padá na naše duše
- 2003 – Nevěrné hry
- 2007 – Ordinácia v ružovej záhrade – seriál
- 2008 – Obchod so šťastím (Simona) – seriál
- 2008 – Panelák (Nika) – seriál
- 2009 – Nikdy neříkej nikdy (Mirka) – seriál
- 2010 – Nesmrtelní (Roxana) – seriál
- 2010 – Znamení koně – seriál
- 2011 – Love
- 2011 – Hoď svišťom – seriál
- 2011 – Druhý život – seriál
- 2012 – DonT Stop (Valéria)
- 2013 – Klan (Inéz) – seriál
- 2013 – Chlapi neplačú (Zuzana Vasilenková) – seriál
- 2013 – Colette
- 2014 – 10 pravidel jak sbalit holku – (Stephanie)
- 2014 – V tichu
- 2015 – Sedmero krkavců
- 2016 – Bezva ženská na krku
- 2017 – Nejlepší přítel
- 2018 – Ohnivý kuře
- 2018 – Sestričky (seriál)
- 2019 – Teroristka
- 2019 – Cesta do nemožna
- 2022 – Srdce na dlani
- 2022 – Střídavka
- 2023 – Volha
- 2023 – Osada
- 2023 – Lítá v tom